# Словенофилство
Словенофилство је књижевна и религиозно - филозофска струја руске друштвене и филозофске мисли , која се обликовала 30-их и 40-их година 19. века  и фокусирана на идентификацију идентитета Русије, њених типичних разлика од Запада.  Представници су се залагали за развој посебног руског пута, различитог од западноевропског. По њиховом мишљењу, Русија је у стању да пренесе православну истину европским народима који су пали у јерес и атеизам. Словенофили су такође расправљали о постојању посебне врсте културе која је настала на духовном тлу православља, а такође су одбацивали тезу представника западњаштва да је Петар Велики вратио Русију у крило европских земаља, а она мора да иде овим путем. у политичком, економском и културном развоју. 

## Назив
Термин словенофилство је клише, који су увели у употребу њихови главни идеолошки противници – западњаци.
Овај термин су позајмили од следбеника Николаја Карамзина, који је тако назвао платформу Александра Шишкова. Сами представници словенофилства преферирали су друге називе: „московљани“, „московски правац“, „московска партија“, како би показали предност Москве према Санкт Петербургу. Такође су користили назив „источњаци“, супротстављајући се присталицама  „западњаштва“.  Један од теоретичара „словенофилства“ Александар Кошелев је такође називао „славенофиле“ „домаћима“ или „првобитним људима“  .

## Извори словенофилства
Чувени спор између Јосифљана и прековолшских старешина, чији су представници били Јосиф Волоцки и Нил Сорски, сматра се историјским предусловом за настанак словенофилства. У овом спору разматрана су два проблема – однос цркве према јереси (у вези са јереси јудаизма која се тада појавила у Новгороду) и решење проблема опадања морала у манастирима. Добивши подршку Ивана III, Јосифљани су однели превагу, што се сматра раскидом са византијском црквом у корист московско-руског почетка, пошто је покрет прековолшких старешина настао под утицајем византијских исихаста. Касније се, захваљујући победи Јосифљана, први пут јавила идеја о Москви као трећем Риму, коју је почетком 16. века изнео монах псковског манастира Филотеј, који је током једног века постао водећа идеологија руске државе. Идеју је први пут изнео 1492. године ( 7000. године „од стварања света“) митрополит Зосима у предговору свом делу „Излагање Пасхалије“. Такође је важно да у писмима Филотеја чиновнику Михаилу Григоријевичу Мисјур-Мунехину и великом кнезу Василију Трећем Ивановичу нема речи „Москва“ или „Русија“, али постоји „Римско царство“. Фраза „Два Рима су пала - и трећи стоји, а четврти неће бити“ била је везана за Московско Велико кнежевство, затим за краљевство и Руско царство. Слично томе, верује се да је управо у то време израз „Света Русија“  добио стабилан карактер.
Најважнијим изворима словенофилства у књижевности сматрају се немачка класична философија (Шелинг, Хегел) и православно богословље. Међу истраживачима никада није било јединства о томе који је од два наведена извора одиграо одлучујућу улогу у формирању словенофилске доктрине.
Утицај Шелинговог немачког класичног идеализма и Хегеловог романтизма на словенофиле, као и осећања европског романтизма, проучаван је у делима Пипина, Соловјова, Веселовског, Венгерова, Ковалевског, Миљукова. Руски публициста и западни филозоф Блок, отац познатог песника А. Блока, чак је изнео мишљење да је словенофилство у суштини само својеврсни одраз западноевропских учења, углавном филозофије Шелинга и Хегела.
Међутим, сами словенофили, посебно Аксаков, али и Бердјајев, Флоровски, Зенковски, бранили су идеју изворне оригиналности словенофилства, изводећи га из руског православља.
Архимандрит Августин Никитин је у свом чланку „Руси, словенофили и немачко лутеранство “, навео да је словенофилство нека врста развоја светоотачке и руске аскетске традиције.
Према речима Кирејевског, словенофили су покушали да створе такву философију, у чијој основи би се налазио „сам корен древног руског образовања “, а њен развој би се састојао у разумевању целокупног западног образовања и потчињавању његових закључака „доминантном духу православне хришћанске мудрости“.
Терен за настанак словенофилског покрета припремио је Отаџбински рат 1812. године, који је појачао патриотска осећања. Пред руском интелигенцијом у настајању било је питање националног самоопредељења и националног позива. Постојала је потреба да се одреди руски дух и национални идентитет, а словенофилство је давало одговор на те захтеве.

## Представници
Присталице словенофилства бранили су гледиште да је Русија имала свој, оригинални пут историјског развоја. Оснивач овог правца био је писац Хомјаков, активну улогу у покрету имао је Кирејевски, Константин и Иван Аксаков, Самарин, Кошелев, Чижов. У исто време, извесни Еван Романовски, пореклом Пољак, сазнавши за славенофиле и подржавши их, почиње да окупља присталице овог тренда око себе широм Европе. Друштво које је створио на крају је названо „Европско друштво за историју порекла народа“, његови чланови су себе називали словенофили и сматрали су главним задатком укидање масонерије и њене идеологије. Касније се издваја покрет почвеника, или умерених словенофила, чији су истакнути представници Григоријев, Страхов, Данилевски, К. Н. Леонтјев, Ф. М. Достојевског  и његов старији брат М. М. Достојевски. Међу најпознатијим словенофилима били су и Тјутчев , Гиљфердинг, Даљ. У одређеном периоду свог живота међу њима је био и познати историчар, правник Кавелин. Упркос чињеници да је у будућности Кавелин напустио словенофилство, придружио се западњацима, а затим раскинуо са њима, до краја својих дана одржавао је добре односе са многим представницима овог правца друштвеног покрета у Русији и до краја својих дана., заправо, остао доследан представник руске изворне друштвено-политичке и филозофске мисли.
Славофили, руске јавне личности са идејом Свете Русије, одиграли су велику улогу у развоју руске националне свести и формирању патриотског погледа на свет. Словенофили су предложили концепт особеног пута за Русију, утврдили се у идеји спасиоца православља као хришћанске догме, прогласили јединственост облика друштвеног развоја руског народа у облику друштвене заједнице и артеља.

Кирејевски је написао:
Све што кочи правилан и потпун развој Православља, спречава и развој и просперитет руског народа, све што даје лажно и нечисто православно усмерење националном духу и образовању, све то изобличује душу Русије и убија њено морално, грађанско и политичког здравље. Тако да, што су државност Русије и њена власт више прожети духом православља, то ће бити здравији развој народа, просперитетнији народ и јача власт, а истовремено и угоднија, побољшање власти је могуће само у духу народних убеђења.
Словенофилство је веома истицало руско сељаштво, у коме је „кључ нашег националног постојања“ у њему „кључ за све одлике нашег политичког, грађанског и економског живота, успех и развој свих аспеката Руски живот“. 
Словенофили су се најчешће окупљали у московским књижевним салонима Елагиних, и Свербејевих, и Павлових. Овде су, у жестоким расправама са својим либерално-космополитским противницима, словенофили заступали идеје руског препорода и словенског јединства.

## У штампи
Дуго времена словенофили нису имали свој штампани орган. Чланци словенофила објављени су у „Москвитјанину”, као иу разним збиркама – „Синбирски зборник” (1844), „Зборник историјских и статистичких података о Русији и народима исте вере и њеном племену” (1845), „Московске збирке“ (1846, 1847, 1852). Словенофили су почели да издају своје новине и часописе тек од средине 1850-их, док су били подвргнути разним цензурним ограничењима. Словенофили су издавали часописе: " Руски разговор" (1856-1860), "Уређење села" (1858-1859); новине: „Молва (1857)“, „Једро“ (1859), „Ден (новине, 1861–1865)“, „Москва (новине)“ (1867–1868), „Москвич“ (1867–1868), „Рус (новине, 1880)“.

## Значење
Словенофилство је био друштвени и интелектуални покрет који је деловао као нека врста реакције на увођење западних вредности у Русију које је почело у ери Петра Великог. Словенофили су настојали да покажу да западне вредности не могу у потпуности да заживе на руском тлу и да им је потребна бар нека адаптација. Позивајући људе да се окрену својим историјским основама, традицији и идеалима, словенофили су допринели буђењу националне свести. Учинили су много на прикупљању и очувању споменика руске културе и језика, тако настају „Зборник народних песама” Кирејевског, „Речник живог великоруског језика” Даља. Историчари словенофили (Бељајев, Самарин и остали) поставили су темеље за научно проучавање руског сељаштва, укључујући и његове духовне основе. Године 1858-1878. словенофили су стварали словенске комитете у Русији.

## Оцене
Николај Бердјајев у свом чланку "Словенофилство и словенска идеја" је оценио словенофилске идеје као "дечију" свест руског народа, прво национално буђење из сна, први корак самопредељења. Међутим, сваки покушај остварења словенофилског програма и идеја показивала је утопију или слагање са политиком званичних власти. . У чланку "Судбина руског конзерватизма" Бердјајев говори да је словенофилска романтика измислила идеална начела, која треба да се очувају, а у прошлости народа ни не постоје. 
Према политикологу Пастухову идеологији словенофилства и западњаштва није било ничег специфично руског. Научник се позива на британског историчара Арнолда Тојнбија, који је о овој теми писао да у сваком заосталом друштву које треба да се војно и економски суочи са јачим непријатељем, настају две струје: „херодијанизам“, који се залаже за копирање страних јавних институција, и „зелотизам“, позивајући на изолацију ради очувања традиционалног начина живота. Према Тојнбију, ни један ни други тренд не могу довести друштво до успеха, јер су и једни и други лишени креативности. Пастухов је такође приметио да „да парафразирам Лењина, може се рећи да постоје „три извора, три компоненте“ бољшевизма : „западњаштво“ и „словенофилство“, као два главна правца руских интелектуалних трагања средином 19. века, и православну верску традицију, која је постала она „чулна облога“, која је помогла да се повеже оно што се, чини се, никада не може повезати“.  Академик Анџеј Валицки, који је одбранио докторску тезу о словенофилима, такође их карактерише не као јединствени руски феномен, већ као варијанту паневропске струје конзервативног романтизма.